# Life's What You Make It (Hannah Montana)
Life's What You Make It è un singolo di Hannah Montana (alias Miley Cyrus), ispirato alla seconda stagione della serie tv Hannah Montana.
La canzone si può trovare in diversi CD: "Hannah Montana 2: Meet Miley Cyrus", "Hannah Montana 2: Rockstar Edition", "Hannah Montana & Miley Cyrus: Best of Both Worlds Concert".
Sul sito della Disney Channel vi è il video ufficiale della canzone. Esiste inoltre un video promozionale del brano andato in onda su Disney Channel durante gli spot pubblicitari. La canzone è stata inoltre eseguita durante il concerto della cerimonia di apertura dei Disney Channel Games 2007.
Nel luglio 2007 la canzone è entrata nella Billboard Hot 100 degli USA alla posizione 25. Nella stessa settimana l'album "Hannah Montana 2: Meet Miley Cyrus" ha debuttato nella stessa classifica al primo posto. "Life's What You Make It" è la canzone della serie televisiva Hannah Montana ad aver raggiunto i posti in classifica più alti.

## Classifiche
| Classifica (2007)       | Posizione più alta |
| ----------------------- | ------------------ |
| U.S. Hot Digital Tracks | 14                 |
| U.S. Billboard Hot 100  | 25                 |
| U.S. Billboard Pop 100  | 24                 |

## Formazione
- Scritta da Metthew Gerrard e Robbie Nevil;
- Pubblicata dalla Walt Disney Records;
- Arrangiamento e mixer di Matthew Gerrard;
- Chitarra, basso, tastiera di Matthew Gerrard;
- Batteria di Greg Critchley;
- Tastiera di Marco Luciani;
- Voce di sottofondo di Ashley Saunig.